# Graafschap Toggenburg
Het graafschap Toggenburg was een Graafschap binnen het Heilige Roomse Rijk, dat sinds 1468 in het bezit was van de abdij Sankt Gallen.

## Geschiedenis
In 1209 worden de graven van Toggenburg voor het eerst vermeld. Hun stamburcht Alt-Toggenburg lag bij Kirchberg. later werd de residentie verlegd naar Neu-Toggenburg bij Oberhelfenschwil. De graven namen gebied van de abdij van Sankt Gallen in bezit en door huwelijken met erfdochters erfden zij in 1323 van de heren van Vaz en in 1391 van de voogden van Matsch.
Na hun uitsterven in 1436 viel het graafschap Toggenburg aan de vrijheren van Raron. De bezittingen in Graubünden en in het Alpenrijndal vielen aan het graafschap Montfort, de heerlijkheid Sax, de heerlijkheid Brandis en de heren van Thüring van Aarburg. Rond de heerlijkheden Uznach, Gaster en Obermarch ontstond de Toggenburger Successieoorlog. Zij werden gemeenschappelijk bezit van een aantal Zwitserse staten.
De vrijheren van Raron verkochten het graafschap Toggenburg in 1468 aan het abdijvorstendom Sankt Gallen.

## Regenten
| regering  | naam         | geboren   | overleden  | familie              |
| --------- | ------------ | --------- | ---------- | -------------------- |
| 1209-1230 | Diethelm I   |           | 1230       |                      |
| 1230-1235 | Diethelm II  |           | 25-01-1235 | zoon                 |
| 1236-1249 | Kraft I      | voor 1228 | 15-07-1249 | zoon                 |
| 1236-1284 | Frederik II  |           | 28-08-1284 | broer                |
| 1249-1266 | Kraft II     |           | na 1266    | zoon van Kraft I     |
| 1260-1303 | Frederik III |           | 17-01-1309 | broer                |
| 1303-1315 | Frederik IV  | voor 1286 | 15-11-1315 | zoon                 |
| 1303-1339 | Kraft III    |           | 17-03-1339 | broer                |
| 1315-1337 | Diethelm V   |           | 21-09-1337 | zoon van Frederik IV |
| 1315-1364 | Frederik V   |           | 19-02-1364 | broer                |
| 1364-1375 | Frederik VI  | voor 1349 | 14-02-1375 | zoon                 |
| 1364-1382 | Donat        | voor 1353 | 07-11-1400 | broer                |
| 1364-1385 | Diethelm VI  | 1353      | 27-12-1385 | broer                |
| 1387-1436 | Frederik VII | 1387      | 30-04-1436 | zoon                 |

- Gemeinsame Normdatei: 4060340-4
- Historisch woordenboek van Zwitserland: 007642
- Library of Congress Control Number: no97064388
- Nationale Bibliotheek van Israël: 987007547547305171
- Virtual International Authority File: 126978927
- WorldCat: E39PBJrRgqMcXQFpQhBkQDHjYP